# Gjirokastërská pevnost
Gjirokastërský hrad (albánsky: Kalaja e Gjirokastrës nebo Kalaja e Argjirosë) je pevnost v Gjirokastëru v Albánii (za osmanské nadvlády byl historicky znám jako Ergiri, zatímco místní Řekové jej nazývali Argyrokastro – tento název se používal i pro samotný hrad). Gjirokastërský hrad se nachází ve výšce 336 metrů nad mořem.
Hrad dominuje městu a má výhled na strategicky důležitou trasu podél říčního údolí. Je přístupný veřejnosti a nachází se v něm vojenské muzeum s ukořistěným dělostřelectvem a památkami na komunistický odboj proti německé okupaci, stejně jako ukořistěné letadlo amerického letectva, připomínající boj komunistického režimu proti západním mocnostem.

## Historie
Citadela v různých podobách existovala již před 12. stoletím. Albánský spisovatel Ismail Kadare se v 60. letech 20. století inspiroval postavou princezny Argjiro, o níž podle místních albánských lidových tradic žijících v 15. století vyprávějí, že skočila spolu se svým dítětem z Gjirokastërského hradu, aby se vyhnula zajetí Osmany.

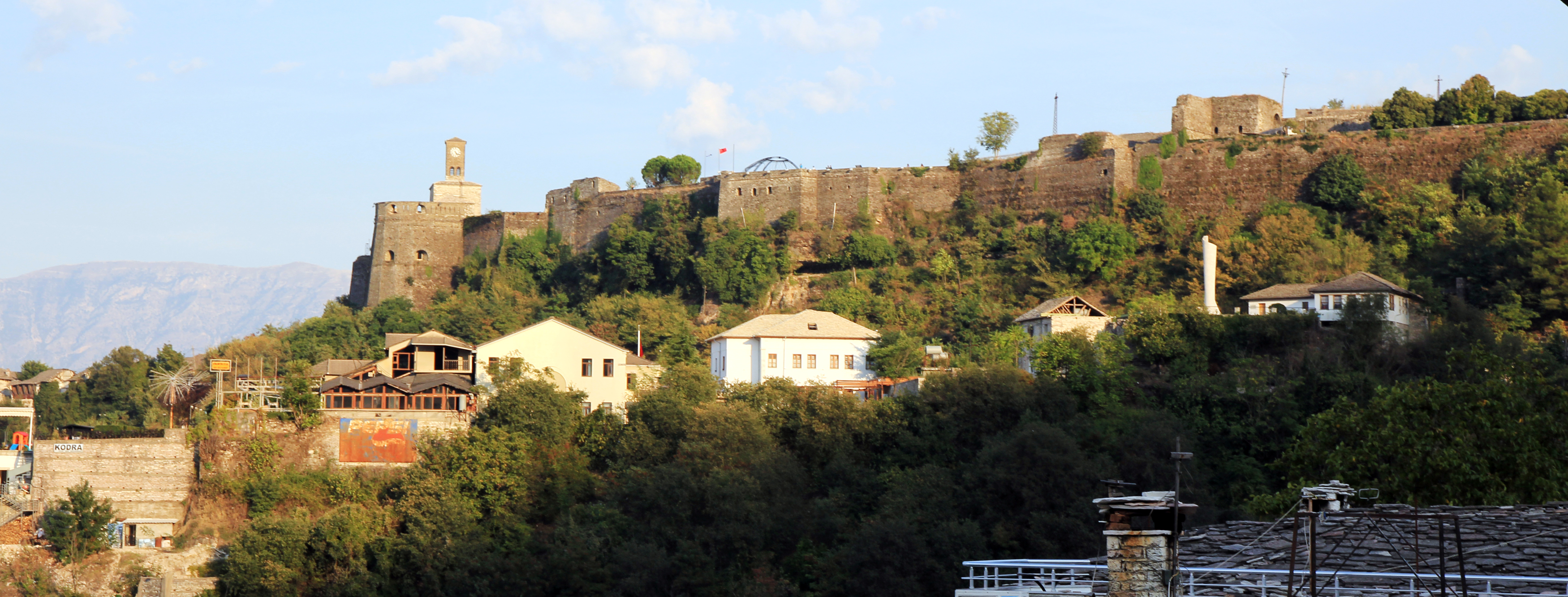
Panoramatický výhled Gjirokastërský hrad

Rozsáhlé opravy a západní přístavbu provedl po roce 1812 Ali Paša z Tepelenë. V roce 1932 vláda krále Zoga rozšířila věznici v areálu hradu.
Dnes má hrad pět věží a budov, nové Gjirokastrëské muzeum, hodinovou věž, dvě tekke, cisternu, pódium Národního folklorního festivalu a mnoho dalších zajímavostí.

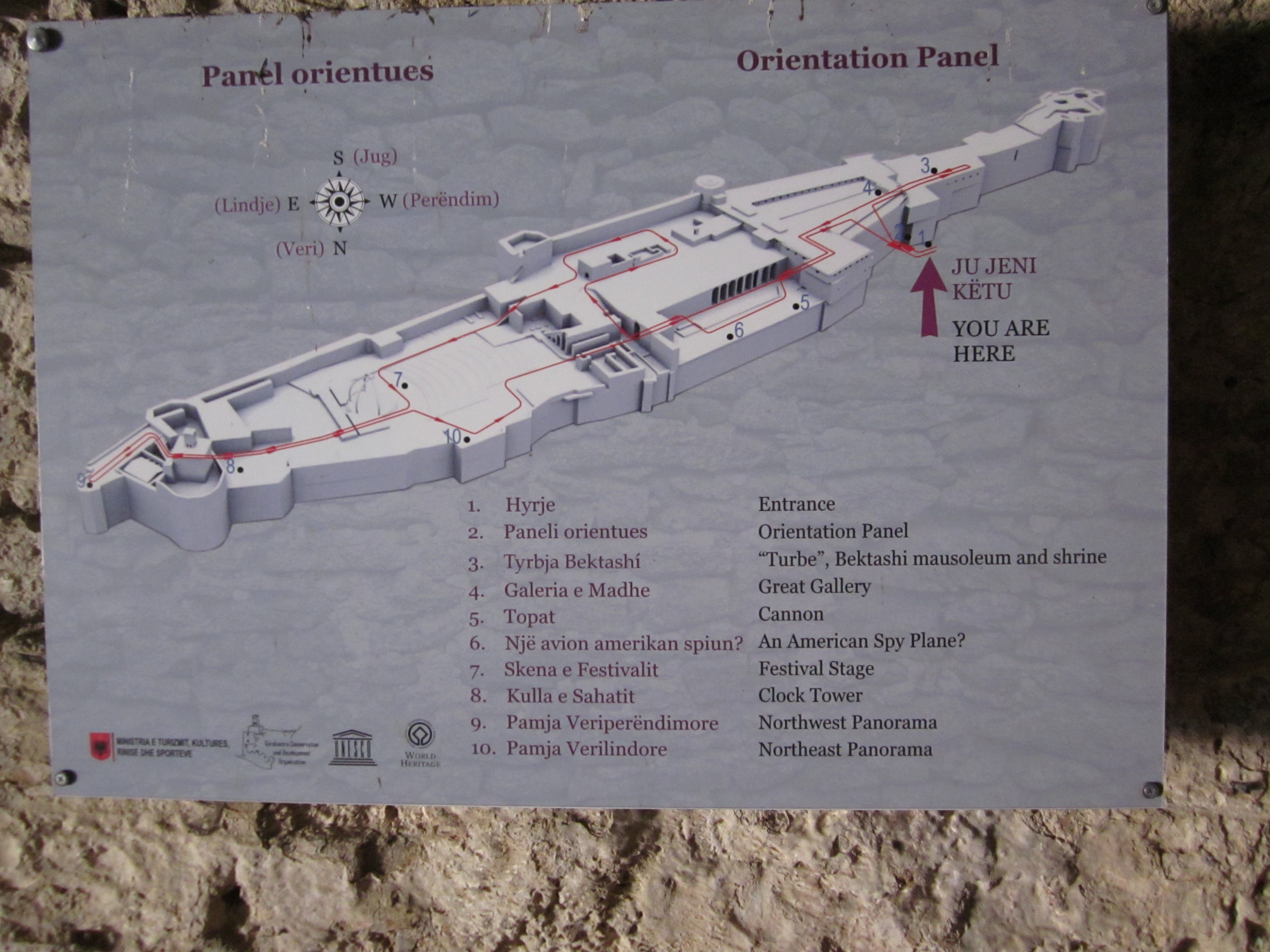
Mapa hradu

Věznice hradu byla rozsáhle využívána vládou krále Zoga a za komunistického režimu zde byli vězněni političtí vězni.
Hrad je pod ochranou UNESCO.

## Turismus
Gjirokastërský hrad je také významnou turistickou destinací. Od ledna do května 2018 jej navštívilo více než 10 000 albánských i zahraničních turistů, což je více než dvojnásobek oproti stejnému období roku 2017, kdy jej navštívilo 5 400 lidí.

### Počet návštěvníků
| Období              | Návštěvníci |
| ------------------- | ----------- |
| Leden – květen 2017 | 5 400       |
| Leden – květen 2018 | přes 10 000 |